# 천궈쿤
천궈쿤(陈国坤, 본명: 친궈쿤 (陳國坤), 1975년 8월 1일 ~ )은 홍콩의 배우이다. 원래 안무가였는데 이소룡을 쏙빼닮은 얼굴 때문에 저우싱츠에게 발탁되어 소림축구에 출연한 것을 계기로 배우로 데뷔했다. 이후 천궈쿤은 이소룡 전문배우가 되었다.

## 출연 작품
- 투신 - 아뉴 역
- 루키스
- 인크레더블 손오공
- 쿵푸연맹
- 와저거성
- 절권지혼
- 쿵푸 허슬: 도끼파 두목
- 소림축구: 골키퍼 번개손